# Onthobium gutierrezi
Onthobium gutierrezi là một loài bọ cánh cứng trong họ Bọ hung (Scarabaeidae).